# کرد، جلیل‌آباد
کرد، جلیل‌آباد (به ترکی آذربایجانی: Kürd) یک منطقهٔ مسکونی در جمهوری آذربایجان است که در شهرستان جلیل‌آباد واقع شده‌است.